# Casa Felip (Calaf)
La Casa Felip és un habitatge del municipi de Calaf (Anoia) que forma part de l'Inventari del Patrimoni Arquitectònic de Catalunya.

## Descripció
Edifici de planta baixa i dos pisos, al qual s'accedeix a través d'un porxo amb dues arcades de mig punt. La façana, construïda en pedra saulonenca ben treballada i ben escairada, presenta ornamentació esculpida a la balconada central del primer pis.

## Història
Gairebé no hi ha notícies escrites sobre aquesta casa. Degué ésser construït al segle xvii o XVIII, i és un edifici d'època barroca bé que amb decoració encara de tipus renaixentista. Actualment està molt malmesa, perquè s'han habilitat al seu interior diversos habitatges, sense respectar en absolut la primitiva estructura de la casa. Cal dir però, que, almenys la façana, serà restaurada pròximament.